# Stora Torget, Hjo

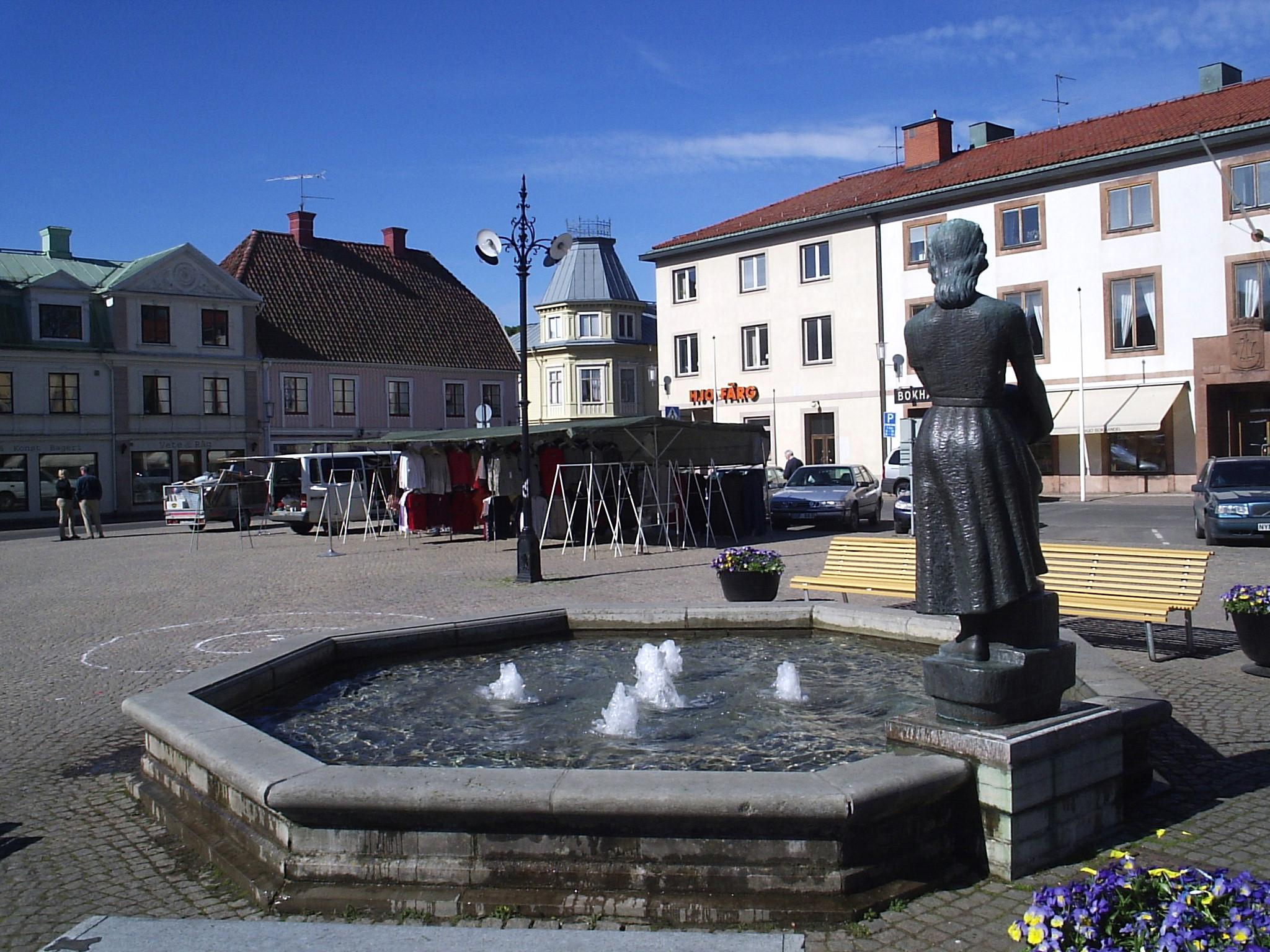
Stora Torget sett från nordost, med brunnsskulpturen Kvinnan vid brunnen av David Wretling. Stadshuset syns till höger i fonden.

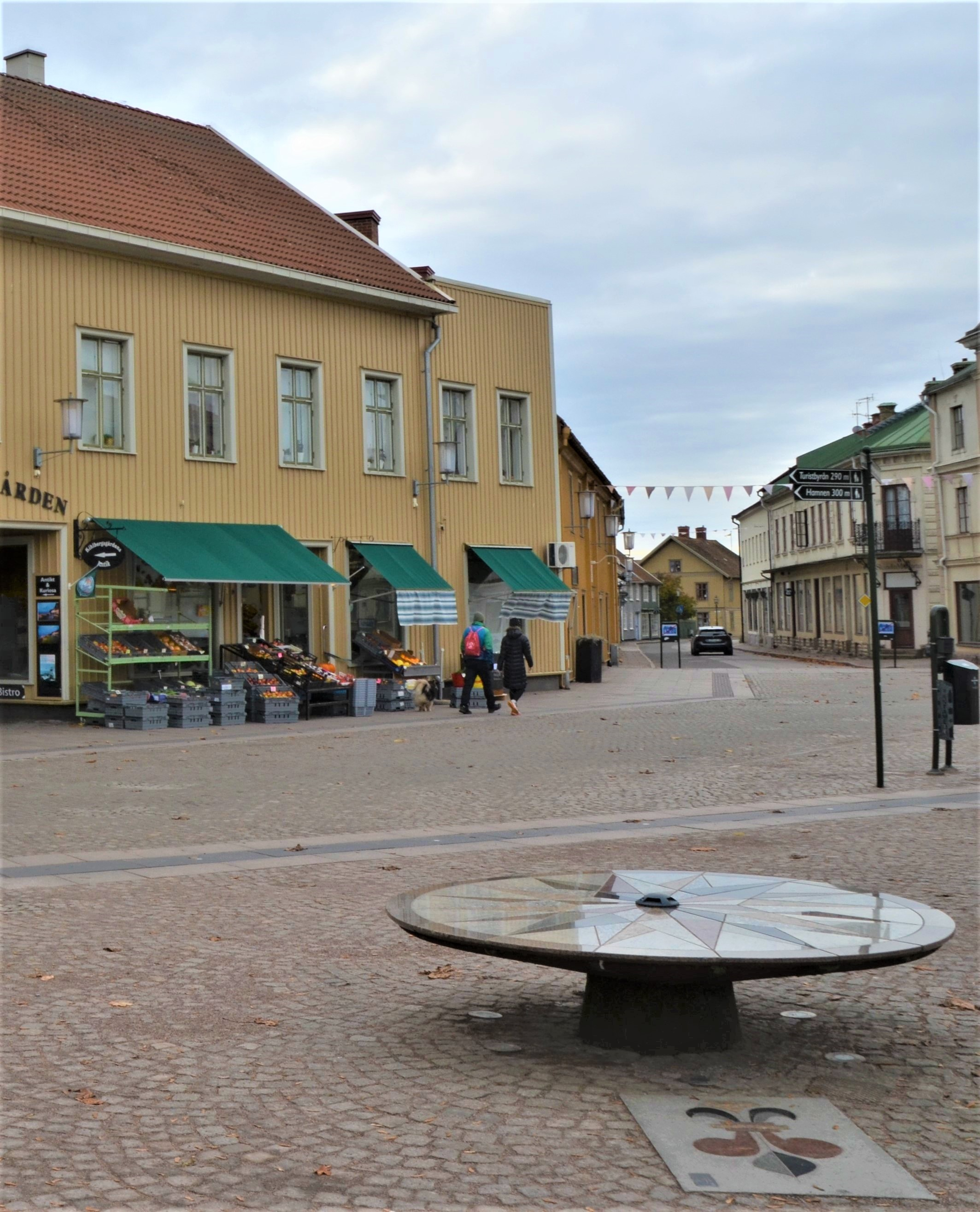
Kompassrosen på Stora Torget i Hjo. I bakgrunden Kihlbergsgården och mynningen av Långgatan

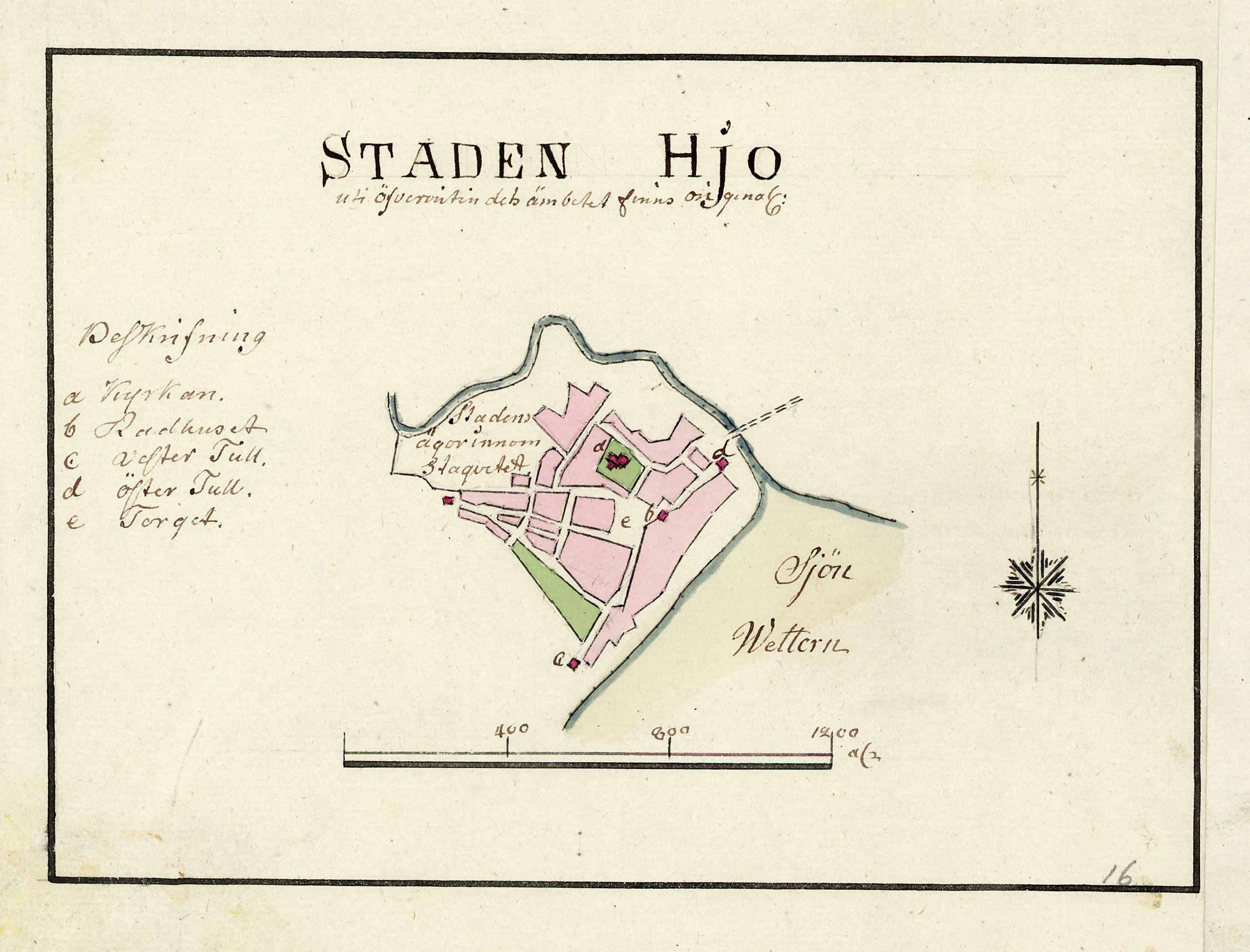
Stora Torget på en karta över Hjo från 1799

Stora Torget är ett det centrala marknadstorget i Gamla staden i Hjo.
Hjo fick sina stadsprivilegier under 1400-talet och grundstrukturen för tomter och gator i Gamla stan finns kvar från medeltiden. Söder om Hjoån möttes den nord-sydliga landsvägen utmed Vättern och infartsvägen västerifrån, och ett marknadstorg växte upp vid vägskälet. Den ursprungliga kyrkan i Hjo vid torget kan ha uppförts någon gång vid slutet av 1200-talet eller i början av 1300-talet. Vägarna finns kvar i dagens gatunät: Hamngatan mot norr och Askersund, Torggatan mot väster och Västergötlands slättbygder samt Långgatan mot söder och Jönköping.
Stora Torget är ett av de äldre svenska småstadstorg som mest behållit sin gamla prägel. Den äldsta kända kartan över Hjo från 1696 visar marknadstorget, kyrkan och rådstugan i centrum och de tre landsvägarna som strålar ut från stadskärnan. Den medeltida staden bebyggdes med träbyggnader på ofta långsmala tomter i kvarter runt torget. Medeltida byggnader, ofta i liggtimmer, uppfördes vid denna tid med uthus och bodar som vette ut mot gatorna och bostadshusen inne på gårdarna.
Kring torget byggdes de förnämsta hantverksgårdarna och även några större köpmannagårdar. Dessa har över tiden dominerat torgmiljön. Under sent 1800-tal inrymdes detaljhandel i husens bottenvåningar mot torget i flertalet bostadshus. Rådhuset har också ledat vid torget. Ett fåtal nya byggnader har tillkommit under 1900-talet, bland annat Stadshuset 1936–1938, men den nya byggnaderna har med något undantag anslutit till torgets småstadskaraktär.
Den senaste omgestaltningen av Stora Torget gjordes 2011/2012, då det gjordes om till ett gångfartsområde, och belades med gatsten i sin helhet utan kantsten för särskilda trottoarer. Antalet uppställningsplatser för bilar minskades.
På torget står en fontänskulptur i brons av David Wretling, Kvinnan vid brunnen från 1963, som var det första offentliga konstverket i staden. År 2012 placerades där också en kompassros i granit, skapad av Per-Göran Ylander.

## Byggnader
| Namn                  | Adress                        | Kvarter     | Beskrivning | Koordinater                                          | Bild |
| --------------------- | ----------------------------- | ----------- | --- | ---------------------------------------------------- | ---- |
| Hjo kyrka             | Stora Torget 1                | Kaplanen_7  | Den ursprungliga kyrkan i Hjo kan ha uppförts någon gång vid slutet av 1200-talet eller i början av 1300-talet. Medeltidskyrkan förstördes vid en brand 1794.                                 | 58°18′6.9″N 14°17′16.38″Ö / 58.301917°N 14.2878833°Ö |      |
|                       | Stora Torget 1 / Hamngatan 1, | Källaren 2  | Affärshus uppfört 1965 efter ritningar av S. Hallbergs Arkitekt- och konstruktionsfirma i Tibro.                                                                                              | 58°18′06″N 14°17′19″Ö / 58.30167°N 14.28861°Ö        |      |
|                       | Hamngatan 2                   | Långan 7    | Tvåvånings bostadshus från mitten av 1800-talet vid torgets nordöstra hörn, med gammal timmerstomme.                                                                                          | 58°18′04.8″N 14°17′19.8″Ö / 58.301333°N 14.288833°Ö  |      |
| Kihlbergsgården       | Stora Torget 2                | Långan 8    | En av Hjos få äldre handelsgårdar, som blev stadens största köpmannagård på 1800-talet, med specerihandel. Bostadshuset uppfördes 1847.                                                       | 58°18′04.3″N 14°17′18.2″Ö / 58.301194°N 14.288389°Ö  |      |
| Hasselqvistska gården | Långgatan 1                   | Långan 1    | En gammal hantverksgård som var garveri fram till omkring 1900, med bostadshuset i två våningar från sent 1700-tal eller tidigt 1800-tal.                                                     | 58°18′3.6″N 14°17′17.7″Ö / 58.301000°N 14.288250°Ö   |      |
|                       | Stora Torget 2                | Duvan 1     | Bostadshus i 2 1/2 våning med vind med timmerstomme från 1700-talets mitt, ombyggt till nuvarande utseende omkring 1905. Byggnaden var tidigare förenad med Duvan 2 och kallades Storegården. | 58°18′03.5″N 14°17′16.5″Ö / 58.300972°N 14.287917°Ö  |      |
|                       | Stora Torget 4                | Duvan 2     | Torgmiljöns äldsta bostadshus, fram till omkring 1900 en del av Duvan 1, kallad Storegården. Bostadshus från ca 1700-talets mitt i två våningar med högt tak av närmast senkarolinsk typ.     | 58°18′03.5″N 14°17′15.1″Ö / 58.300972°N 14.287528°Ö  |      |
|                       | Torggatan 1                   | Duvan 3     | Bostadshus uppfört omkring 1900. | 58°18′03.5″N 14°17′14.1″Ö / 58.300972°N 14.287250°Ö  |      |
| Stadshuset            | Stora_Torget_5                | Fyrkanten   | Stadshusets annex från 1953, ritad av FA Neuendorf & Son Arkitektkontor i Skövde | 58°18′04.0″N 14°17′14.7″Ö / 58.301111°N 14.287417°Ö  |      |
| Stadshuset            | Stora_Torget 6                | Fyrkanten 6 | Stadshuset ritades av Birger Jonson i funktionalistisk stil och invigdes 1938. | 58°18′04.7″N 14°17′14.7″Ö / 58.301306°N 14.287417°Ö  |      |
| Sparbankshuset        | Stora Torget 7 / Kyrkogatan 1 | Fyrkanten 1 | Tidigare Hjo Sparbanks hus från 1931 efter ritningar av Birger Jonson. Huvudbyggnaden mot Stora Torget är byggd i tre våningar, medan byggnadsvolymen mot Kyrkogatan är en våning lägre.      | 58°18′05.2″N 14°17′14.7″Ö / 58.301444°N 14.287417°Ö  |      |